# ديوي بيتش (ديلاوير)
ديوي بيتش (بالإنجليزية: Dewey Beach, Delaware)‏ هي بلدة تقع في مقاطعة سوسكس (ديلاوير) بولاية ديلاوير في الولايات المتحدة. تبلغ مساحتها 0.9 (كم²)، وترتفع عن سطح البحر 2 م، بلغ عدد سكانها 341 نسمة في عام 2010 حسب إحصاء مكتب تعداد الولايات المتحدة وتصل الكثافة السكانية فيها 378.9 نسمة/كم2.

## التركيبة السكانية
حدّد مكتب تعداد الولايات المتحدة بيانات التركيبة السكانية لديوي بيتش في تعداد الولايات المتحدة. في ما يلي، التركيبة السكانية حسب تعدادي 2000 و2010.

### تعداد عام 2000
بلغ عدد سكان ديوي بيتش 301 نسمة بحسب تعداد عام 2000، وبلغ عدد الأسر 161 أسرة وعدد العائلات 83 عائلة مقيمة في البلدة. في حين سجلت الكثافة السكانية 350 نسمة لكل كيلومتر مربع (906.5/ميل2). وبلغ عدد الوحدات السكنية 1,369 وحدة بمتوسط كثافة قدره 1,591.9 لكل كيلومتر مربع (4,123.0/ميل2).
وتوزع التركيب العرقي للبلدة بنسبة 91.69% من البيض و0.33% من الأمريكيين الأفارقة و0.33% من الأمريكيين الأصليين و3.65% من الأمريكيين ذوي الأصول الآسيوية و2.66% من الأعراق الأخرى و1.33% من عرقين مختلطين أو أكثر و5.32% من الهسبانيون أو اللاتينيون من أي عرق.
بلغ عدد الأسر 161 أسرة كانت نسبة 9.9% منها لديها أطفال تحت سن الثامنة عشر تعيش معهم، وبلغت نسبة الأزواج القاطنين مع بعضهم البعض 44.1% من أصل المجموع الكلي للأسر، ونسبة 5.6% من الأسر كان لديها معيلات من الإناث دون وجود شريك، بينما كانت نسبة 1.9% من الأسر لديها معيلون من الذكور دون وجود شريكة وكانت نسبة 48.4% من غير العائلات. تألفت نسبة 40.4% من أصل جميع الأسر من عدة أفراد يعيشون في نفس المنزل ونسبة 13% كانت تتألف من شخص يعيش بمفرده يبلغ من العمر 65 عاماً أو أكثر. وبلغ متوسط حجم الأسرة المعيشية 1.87، أما متوسط حجم العائلات فبلغ 2.45.
بلغ العمر الوسطي للسكان 52.1 عاماً. وكانت نسبة 8.3% من القاطنين تحت سن الثامنة عشر، وكانت نسبة 5.6% بين الثامنة عشر والرابعة والعشرين عاماً، ونسبة 23.3% كانت واقعةً في الفئة العمرية ما بين الخامسة والعشرين والرابعة والأربعين عاماً، ونسبة 34.6% كانت ما بين الخامسة والأربعين والرابعة والستين، ونسبة 28.2% كانت ضمن فئة الخامسة والستين عاماً فما فوق. يوجد لكل 100 أنثى 106.2 ذكر، ويوجد لكل 100 أنثى في الثامنة عشر من عمرها فما فوق 110.7 ذكر.
بلغ متوسط دخل الأسرة في البلدة 79,471 دولارًا، أما متوسط دخل العائلة فبلغ 97,505 دولارًا. وكان متوسط دخل الذكور 56,563 دولارًا مقابل 39,583 دولارًا للإناث. وسجل دخل الفرد الخاص بالبلدة 51,958 دولارًا. وكانت نسبة 0% من العائلات ونسبة 1.9% من السكان تحت خط الفقر، وكان من هؤلاء نسبة 0% تحت سن الثامنة عشر ونسبة 5.8% في الخامسة والستين من العمر وما فوق.

### تعداد عام 2010
بلغ عدد سكان ديوي بيتش 341 نسمة بحسب تعداد عام 2010، وبلغ عدد الأسر 180 أسرة وعدد العائلات 89 عائلة مقيمة في البلدة. في حين سجلت الكثافة السكانية 396.5 نسمة لكل كيلومتر مربع (1,026.9/ميل2). وبلغ عدد الوحدات السكنية 1,490 وحدة بمتوسط كثافة قدره 1,732.6 لكل كيلومتر مربع (4,487.4/ميل2).
وتوزع التركيب العرقي للبلدة بنسبة 92.08% من البيض و2.64% من الأمريكيين الأفارقة و0.29% من الأمريكيين الأصليين و0.29% من الأمريكيين ذوي الأصول الآسيوية و0.59% من سكان جزر المحيط الهادئ و2.93% من الأعراق الأخرى و1.17% من عرقين مختلطين أو أكثر و5.87% من الهسبانيون أو اللاتينيون من أي عرق.
بلغ عدد الأسر 180 أسرة كانت نسبة 11.1% منها لديها أطفال تحت سن الثامنة عشر تعيش معهم، وبلغت نسبة الأزواج القاطنين مع بعضهم البعض 41.7% من أصل المجموع الكلي للأسر، ونسبة 6.7% من الأسر كان لديها معيلات من الإناث دون وجود شريك، بينما كانت نسبة 1.1% من الأسر لديها معيلون من الذكور دون وجود شريكة وكانت نسبة 50.6% من غير العائلات. تألفت نسبة 42.8% من أصل جميع الأسر من عدة أفراد يعيشون في نفس المنزل ونسبة 16.1% كانت تتألف من شخص يعيش بمفرده يبلغ من العمر 65 عاماً أو أكثر. وبلغ متوسط حجم الأسرة المعيشية 1.89، أما متوسط حجم العائلات فبلغ 2.55.
بلغ العمر الوسطي للسكان 53.9 عاماً. وكانت نسبة 11.4% من القاطنين تحت سن الثامنة عشر، وكانت نسبة 2.1% بين الثامنة عشر والرابعة والعشرين عاماً، ونسبة 19.9% كانت واقعةً في الفئة العمرية ما بين الخامسة والعشرين والرابعة والأربعين عاماً، ونسبة 39.3% كانت ما بين الخامسة والأربعين والرابعة والستين، ونسبة 27.3% كانت ضمن فئة الخامسة والستين عاماً فما فوق. وتوزع التركيب الجنسي للسكان بنسبة 47.8% ذكور و52.2% إناث.

## وصلات خارجية
- The US50 - Cities and Towns in Colorado State
- Colorado Cities and Towns, Facts, Map, Flag, Colleges, Government, and More